# Orquestra Sinfônica da Índia
A Orquestra Sinfônica da Índia é uma orquestra baseada em Mumbai, Índia. Foi fundada em 2006. O primeiro e atual diretor da orquestra é Marat Bisengaliev. O maestro residente da orquestra desde 2007 é Zane Dalal. A orquestra não apresenta apenas trabalhos sinfônicos, mas também óperas, balés e performances de música de câmara. Como maestros convidados, passaram pela orquestra: Adrian Leaper (2008 & 2009), Johannes Wildner (2007 & 2008) e Alexander Anissimov (2006 & 2007).